# ヴェルサイユ・サンルイ大聖堂
ヴェルサイユ・サンルイ大聖堂（ヴェルサイユ・サンルイだいせいどう、cathédrale Saint-Louis de Versailles）またはサン・ルイ・ド・ヴェルサイユ大聖堂は、ルイ15世の命によりジャック・アルドゥアン＝マンサール・ド・サゴンヌ（ジュール・アルドゥアン＝マンサールの孫）が建立した、ヴェルサイユ司教座の大聖堂である。
建設は1742年から1754年までかかり、1797年に大聖堂となる。
2011年以降、聖王ルイの聖遺物を安置している。最寄り駅はヴェルサイユ＝シャトー駅。

## 歴史

### 建設の背景
ヴェルサイユ宮殿がルイ14世により改増築されるまで、ヴェルサイユの教会は、現在のサン・ルイ大聖堂近くにあった、小規模なサン・ジュリアン教会のみであった。
1672〜73年、街を発展させるにあたり、ルイ14世はサン・ジュリアン教会を取り壊すことにし、代わりに同じ聖人に捧げるより大きな教会を、開発中の新市街に建てた。
1682年、ヴェルサイユ宮殿に宮廷が移り、政治の中心となる。
1684〜86年、宮廷人と新市街の住人のため、さらに大きな教会が必要になり、1672年に建てたサン・ジュリアン教会の跡に、ノートルダム教会を建設。
ノートルダム教会は宮殿を挟んで反対側の旧市街からは通いにくく、旧市街にも同様の教会が必要になった。
1725−27年、ルイ15世により、旧市街に、ノートルダムに行く代わりに参拝できる、聖ルイに捧げられた礼拝堂が建てられる。建物は小規模で、ノートルダムの支部のような位置付けであった。

### 建設
1730年、人口増加により、パリ大司教シャルル・ヴァンティミーユにより、礼拝堂とその周辺が、ノートルダム教会地区から独立したサン・ルイ教区として認可される。
当時ルイ15世の第一建築家ロベール・ド・コットが、礼拝堂の脇に建てる予定の教会の設計を行うが、おそらく財政面の問題により、建設に至らず。
1735年、ロベール・ド・コットが死去。ルイ15世は、コットの親戚筋であり、ジュール・アルドゥアン＝マンサールの孫でもある、ジャック・アルドゥアン＝マンサール・ド・サゴンヌに設計の引き継ぎを依頼する。
1743年、建設開始。ルイ15世が最初の礎石を置く。
1754年8月、完成。同23日にルイ15世の孫、後のルイ16世が誕生したため、8月24日の開堂式は王族不在のまま行われ、8月25日、聖ルイに捧げる最初のミサから王族が参列した。
1755年、ルイ15世から、王妃マリー・レクザンスカ、王太子妃マリー＝ジョゼフ・ド・サクス、およびルイ15世の4人の王女たち（アデライード、ヴィクトワール、ソフィー、ルイーズ）の教会支援のしるしとして、6体の鐘が教会に贈られる。
1760年、先にあったサン・ルイ礼拝堂が取り壊され、跡地に司祭館が建設される。運営はサン・ヴァンサン・ド・ポール(fr)修道会。
同年、王妃マリー・レクザンスカが、クワイヤに吊るすクリスタルの６基のシャンデリアを寄贈。
1761年、ルーブル美術館内で行われた展覧会、サロン・ド・ルーブルにおいて、フランソワ・ブーシェなどの画家が、サン・ルイ教会のための絵画を出品。作品はその後教会内の礼拝堂に置かれる。
1764年、教会が建築家ルイ＝フランソワ・トルアール(fr)と彫刻家オーギュスタン・パジュー(fr)に、礼拝堂の増築とその装飾を依頼。
当初は、宮殿で亡くなった王族の遺体が、埋葬まで安置されるのに使われていたが、1824年より、摂理礼拝堂(La Providence)と呼称されて現在に至る。

### 革命前後
1789年5月4日、三部会開催を宣言するミサが、パリ大司教により、ルイ16世臨席のもと行われる。ミサ中、議員として参列していたド・ラ・ファール司教(fr)は、説教台から、宮廷の窮状を強く非難した。
同年6月22日、20日に王族の球戯場で宣言されたいわゆるテニスコートの誓いの2日後、当日欠席した面々のために、サン・ルイ教会で再度宣誓が行われる。同年12月、議会において、イル＝ド＝フランスを5つの司教区に分割し、セーヌ＝エ＝オワーズ司教区の司教座をヴェルサイユに置くことが決まる。
1790年、神ではなく憲法に従うという、聖職者民事基本法を受け入れた、セーヌ＝エ＝オワーズ司教区の司教ジャン＝ジュリアン・アヴォワーヌ(fr)により、ノートルダム教会が司教座教会（大聖堂）に指定される。
1792年、聖職者民事基本法に反対していた助祭、ジャン＝アンリ・グルイエルが、滞在中のパリにて他の聖職者とともに虐殺される。迫害が激しくなり、同年末から、サン・ルイ教会は閉鎖。
1797年、アヴォワーヌが1793年に死去後、セーヌ＝エ＝オワーズ司教区議長であったオーギュスタン＝ジャン＝シャルル・クレモン(fr)が、聖職者民事基本法に準じる2代目の司教になる。ノートルダム教会が、革命派による被害をより多く被っていたため、サン・ルイ教会を大聖堂に指定。

### ナポレオン1世治下
1801年、政教条約がナポレオン1世とローマ教皇ピウス7世の間で成立。フランス国家とローマカトリック教会が和解する。ヴェルサイユ司教座の機能が、サン・ルイ大聖堂の司祭館内にできる。
1802年、ルイ・シャリエ＝ド＝ラ＝ロッシュ(fr)がサン・ルイ大聖堂にて司教に叙階され、ヴェルサイユ司教区の最初の司教となる。
1805年1月、前年12月のナポレオンの戴冠式のためにパリに来て翌年4月までの予定で滞在していた教皇ピウス7世がヴェルサイユを訪れ、サン・ルイ大聖堂を祝別。王族の旧居の見学を望んでいた教皇は、ヴェルサイユ宮殿を見学し、その後司教座を訪問。

### 19世紀後半から21世紀
シャルル10世とルイ・フィリップが、ボワズリー（木彫レリーフ）部分、告解室や祭壇などの修復に尽力した。
1840年から1848年、1832年のコレラの蔓延に対する庇護への感謝のしるしとして、聖母の礼拝堂が改築される。
1843年、3代目司教ブランカール・ド・バイユール(fr)により、サン・ルイ大聖堂の聖別式が行われる。
1906年、フランスの歴史的建造物に指定。
1853年から56年、礼拝堂やクワイヤ上部にあった透明の窓が、多彩色のステンドグラスに変更。
2000−02年、クワイヤの改装が検討され、実現されなかったロベール・ド・コットの案をもとに、建築家ブリュノ・ショフェール＝イヴァールが楕円形の台を、その上に彫刻家フィリップ・ケプラン(fr)が制作した祭壇が設置される。

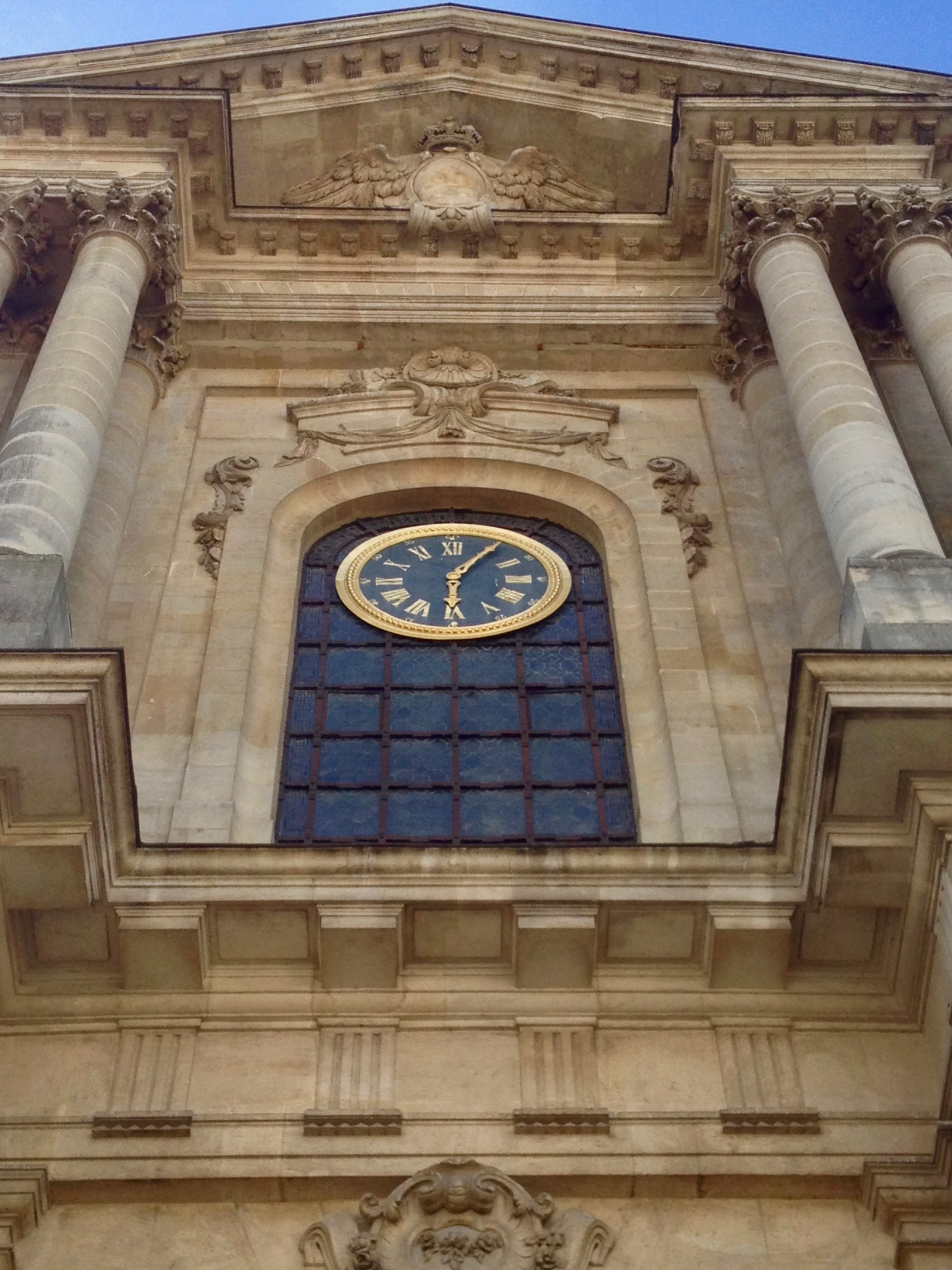
サン・ルイ大聖堂のファサード中央
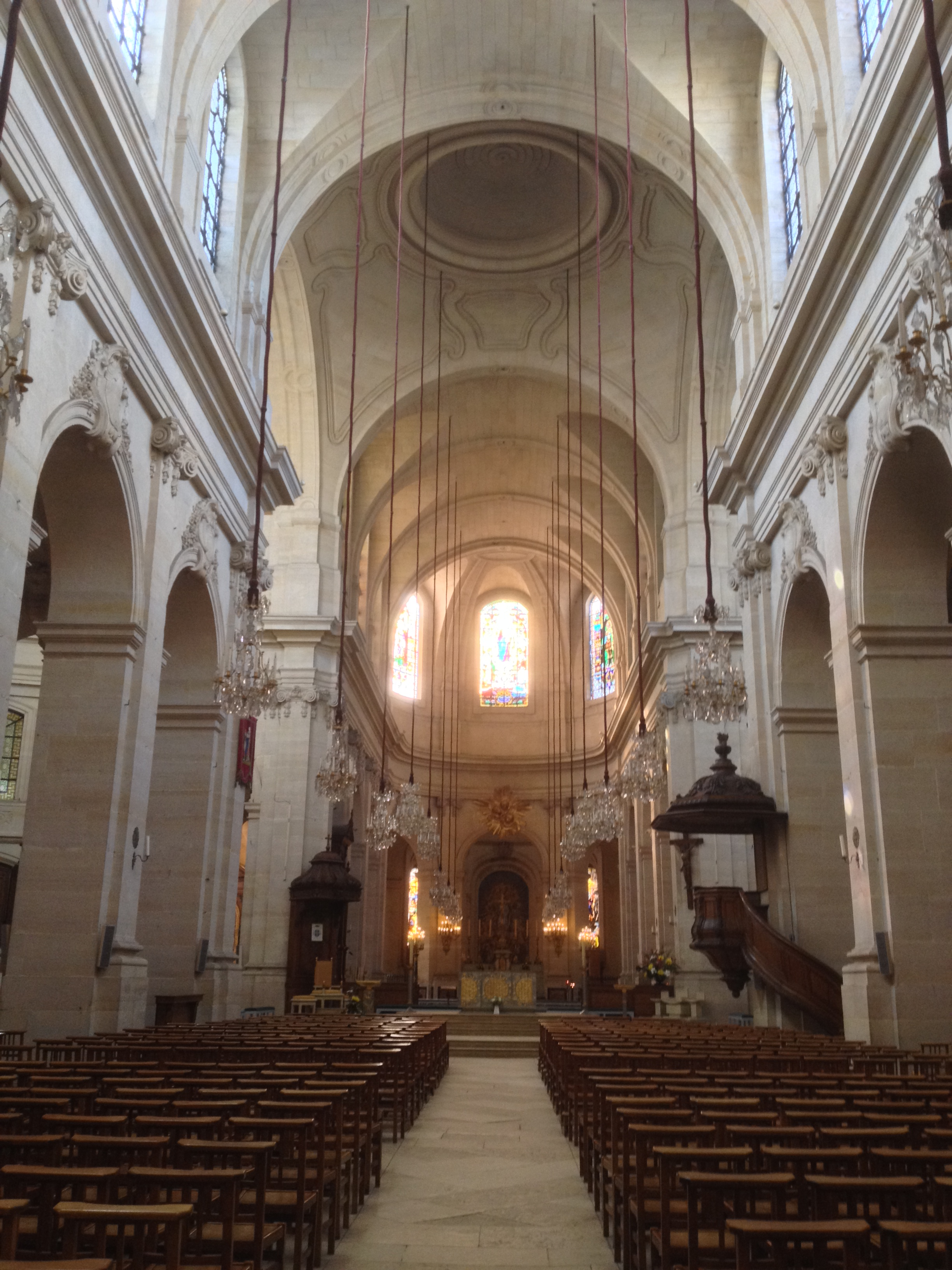
サン・ルイ大聖堂身廊
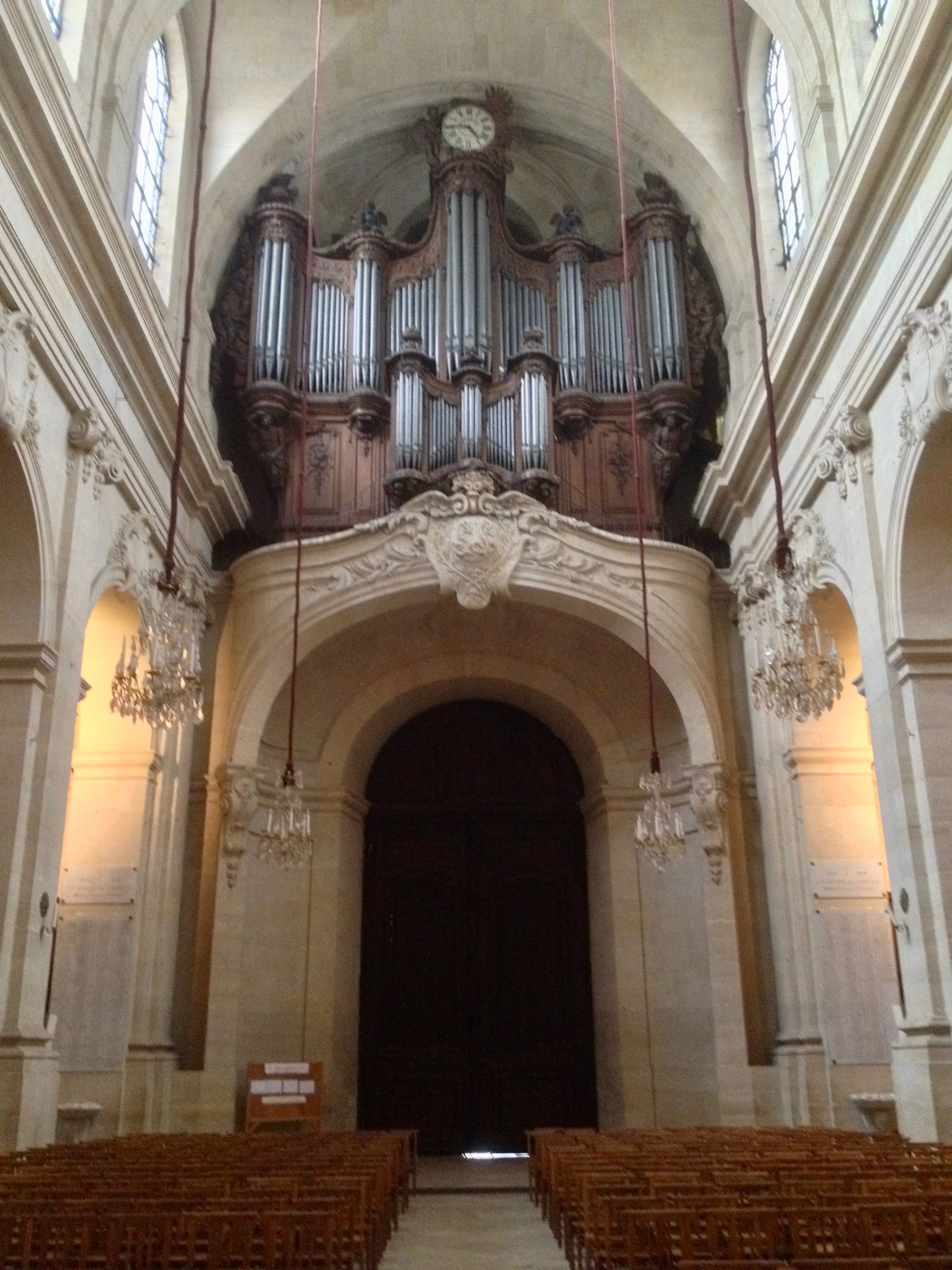
サン・ルイ大聖堂、大オルガン
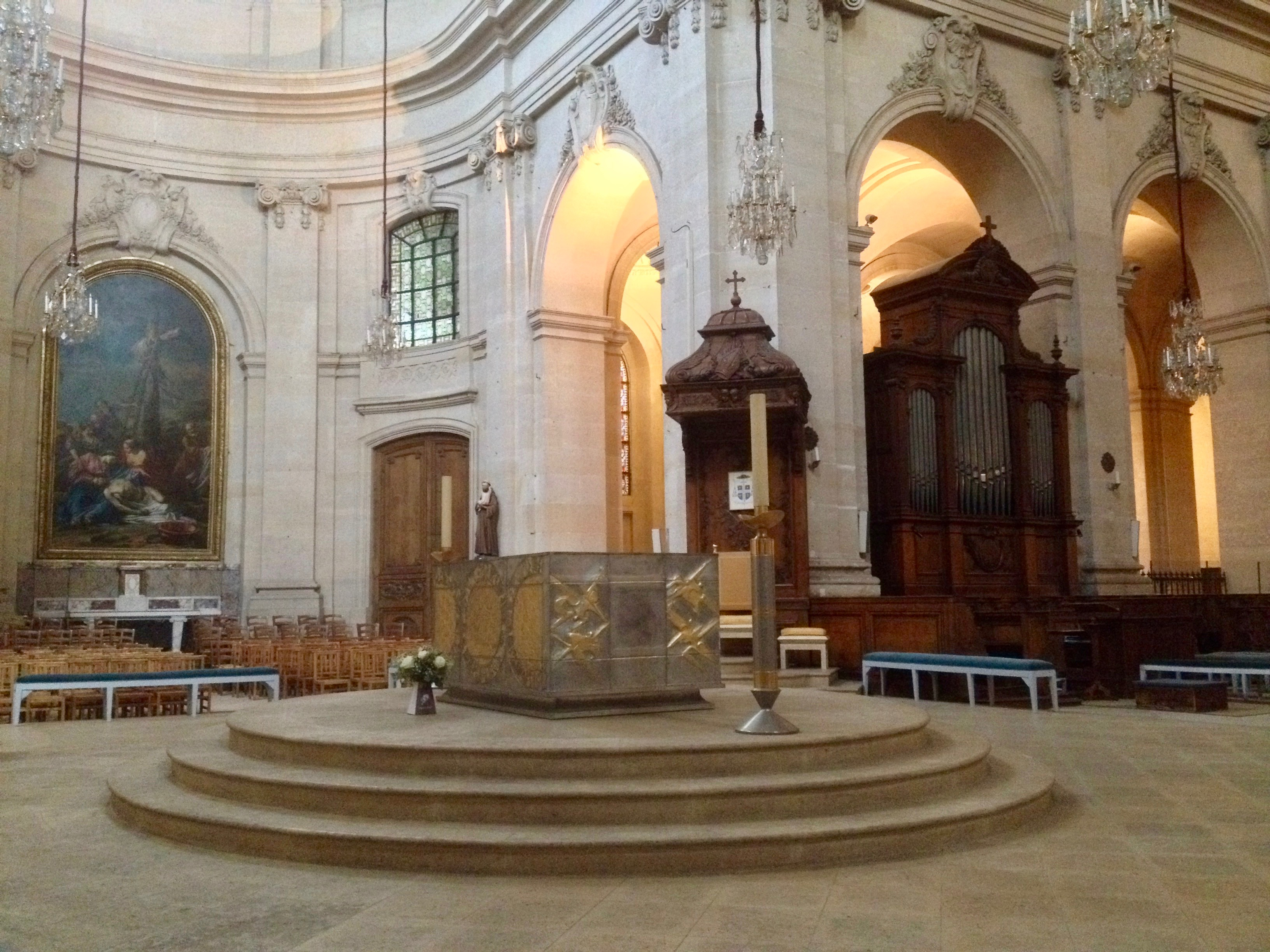
サン・ルイ大聖堂、クワイヤの祭壇(2002-)
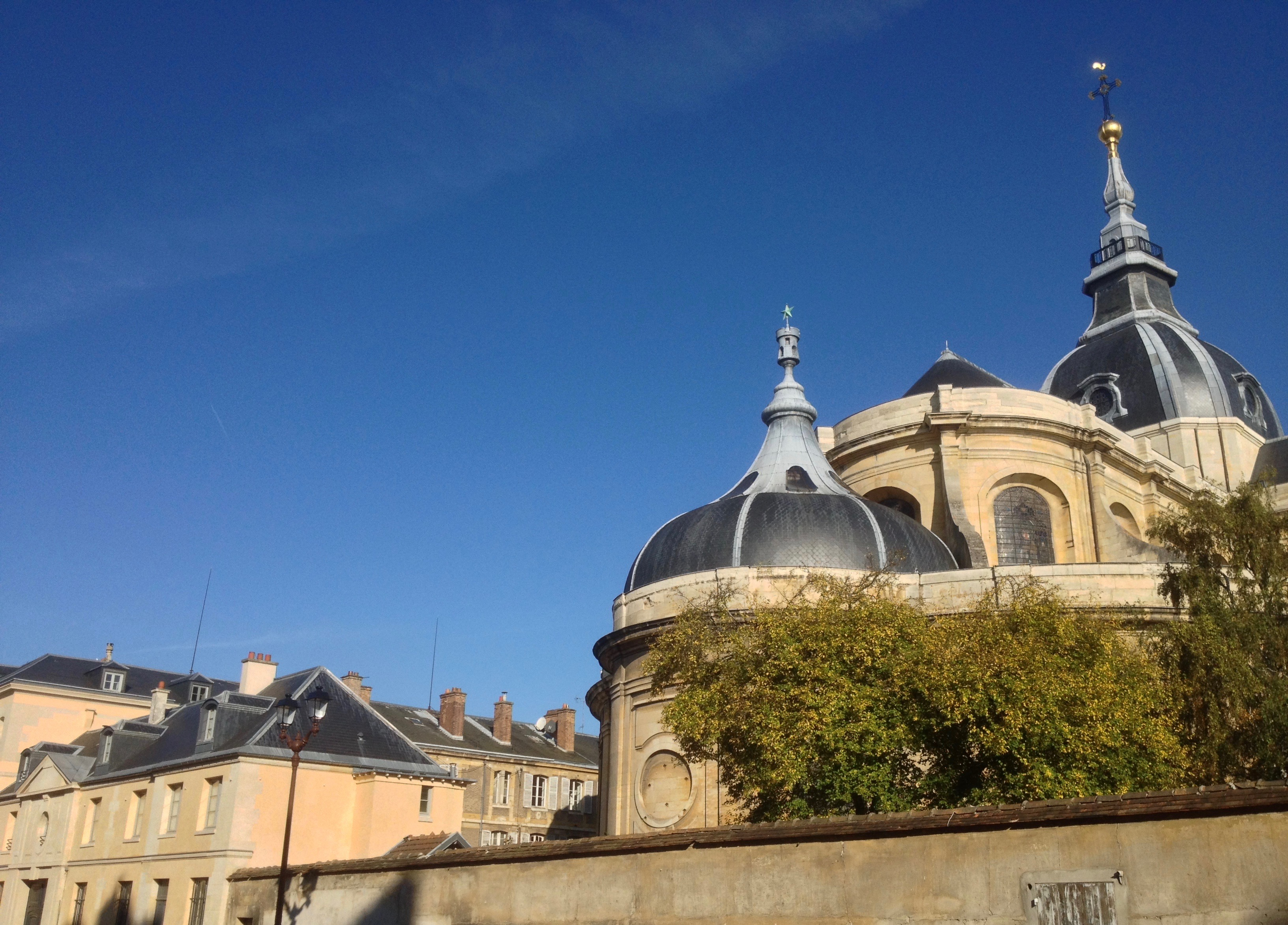
左に司祭館、右にサン・ルイ大聖堂の後ろ部分
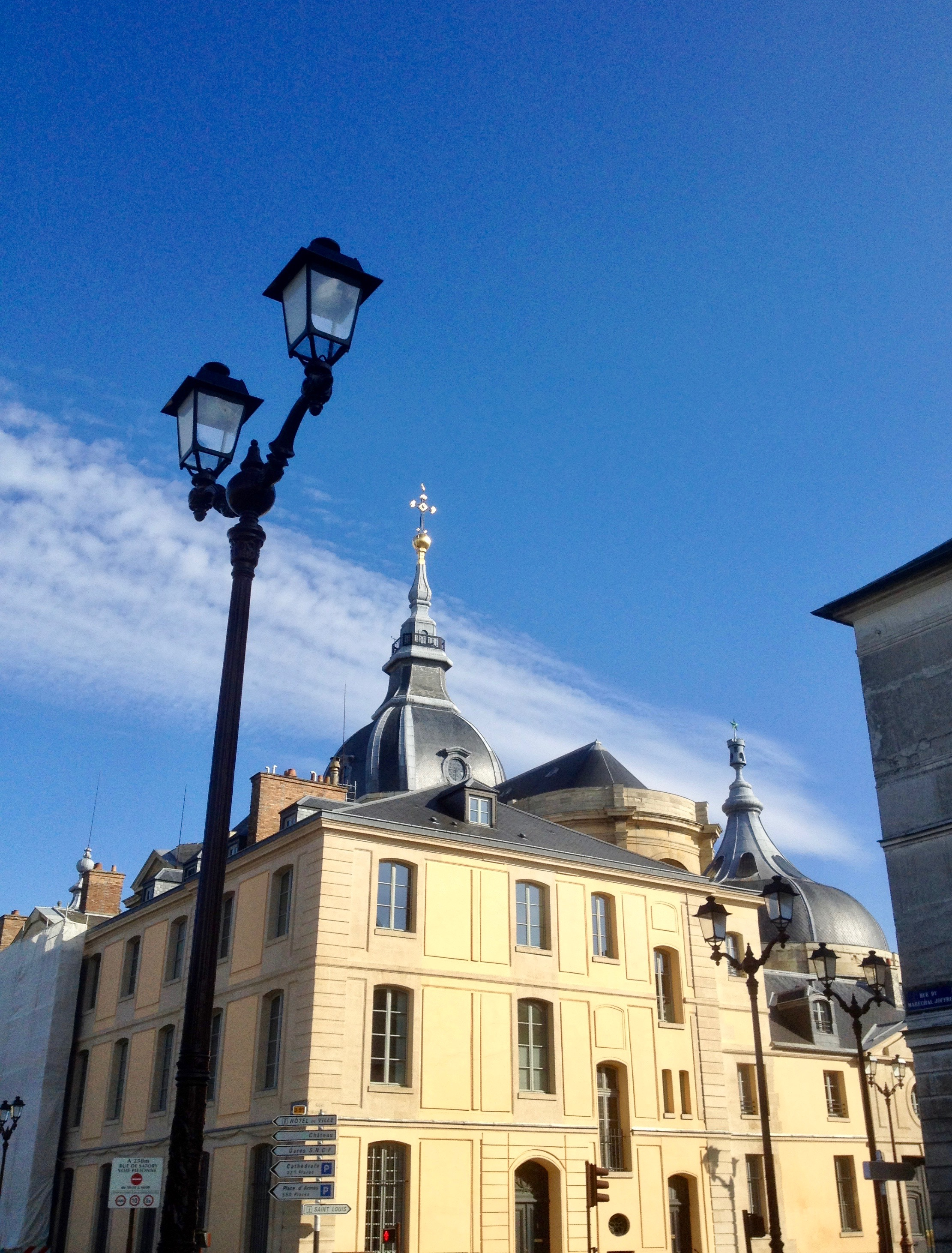
司祭館の向こうに見える、サン・ルイ大聖堂の中央ドーム屋根
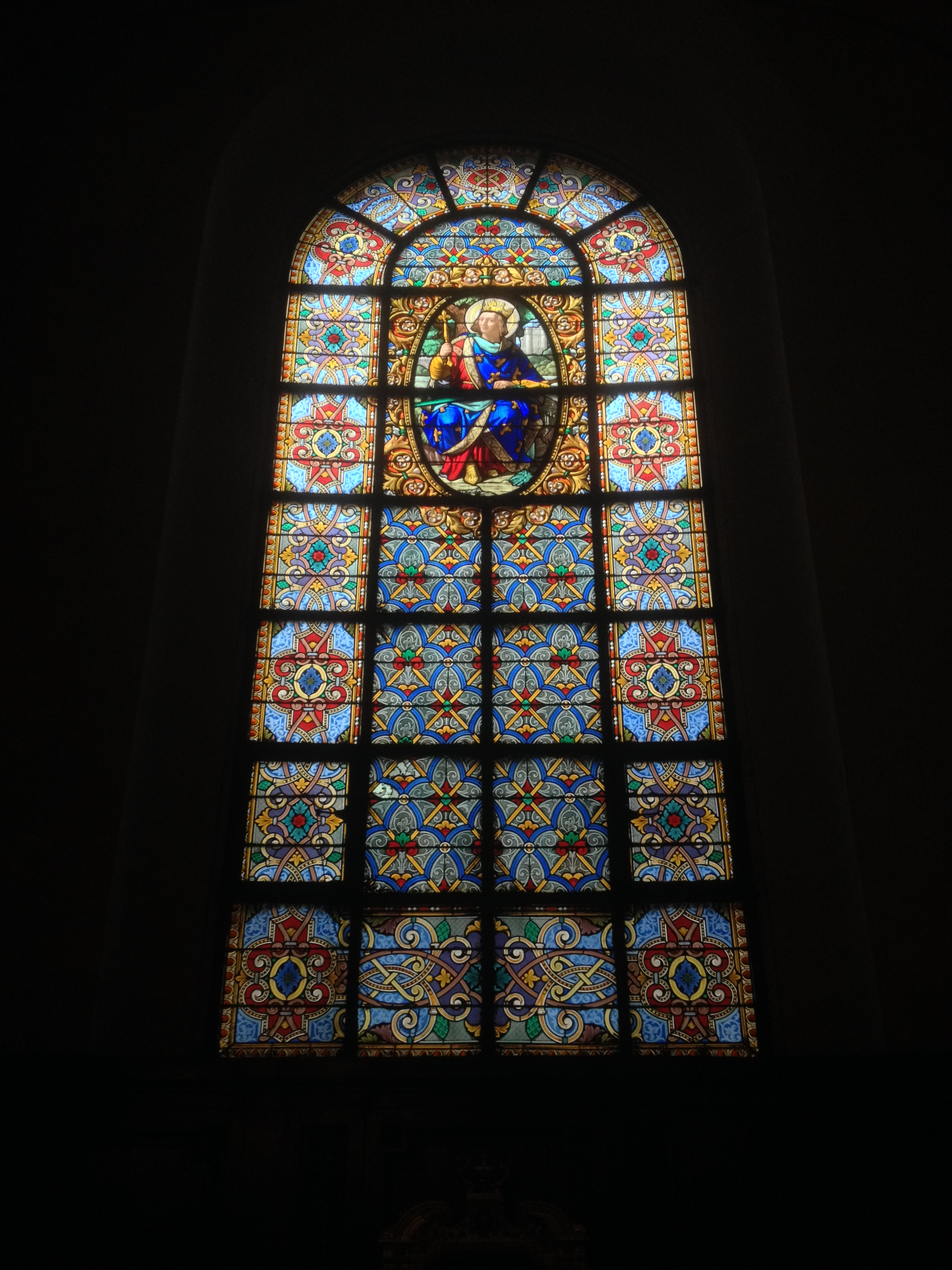
サン・ルイ大聖堂内のサン・ルイ礼拝堂にある聖ルイのステンドグラス
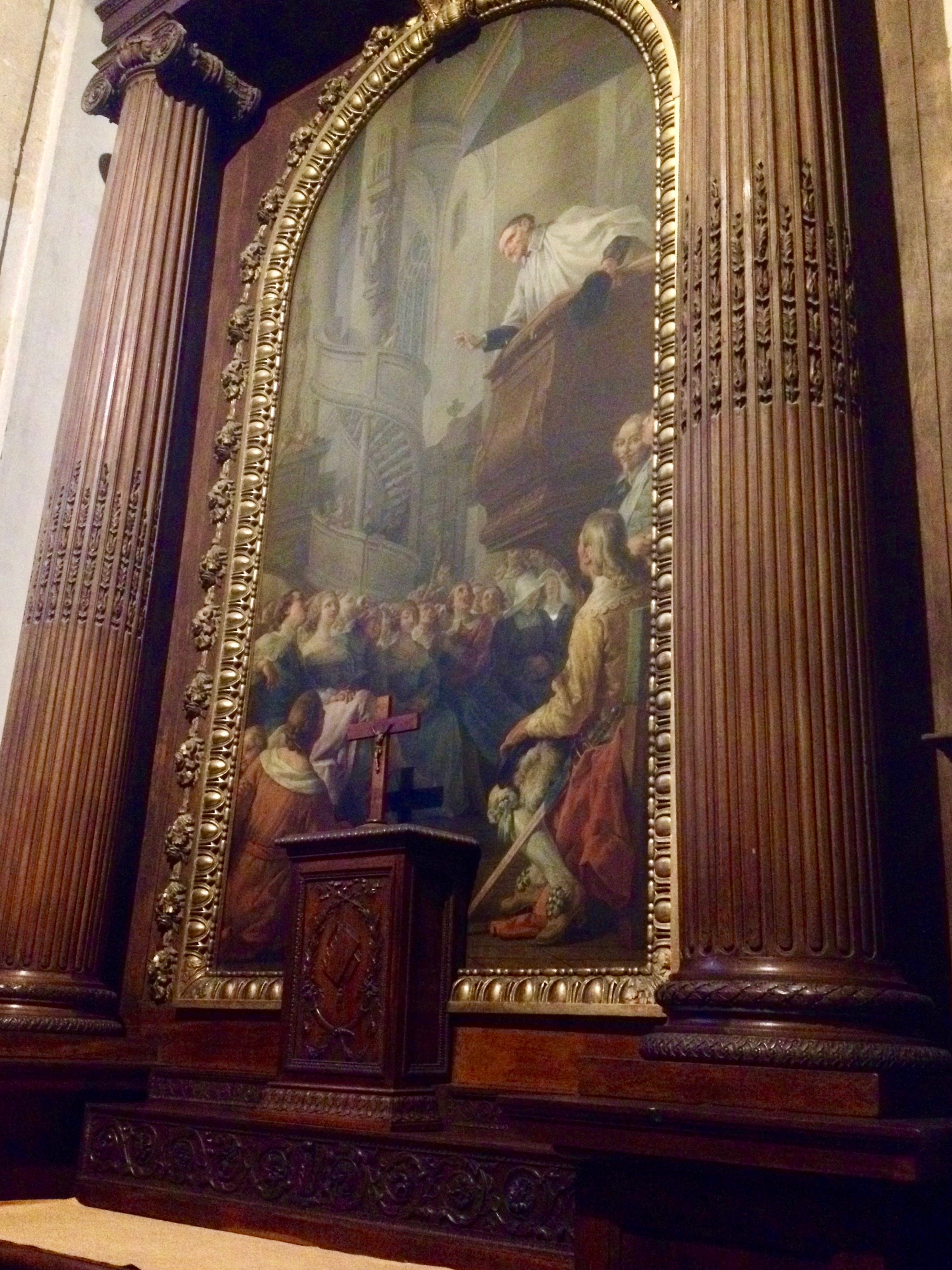
サン・ルイ大聖堂内の、サン・ヴァンサン・ド・ポールの絵画(1761)
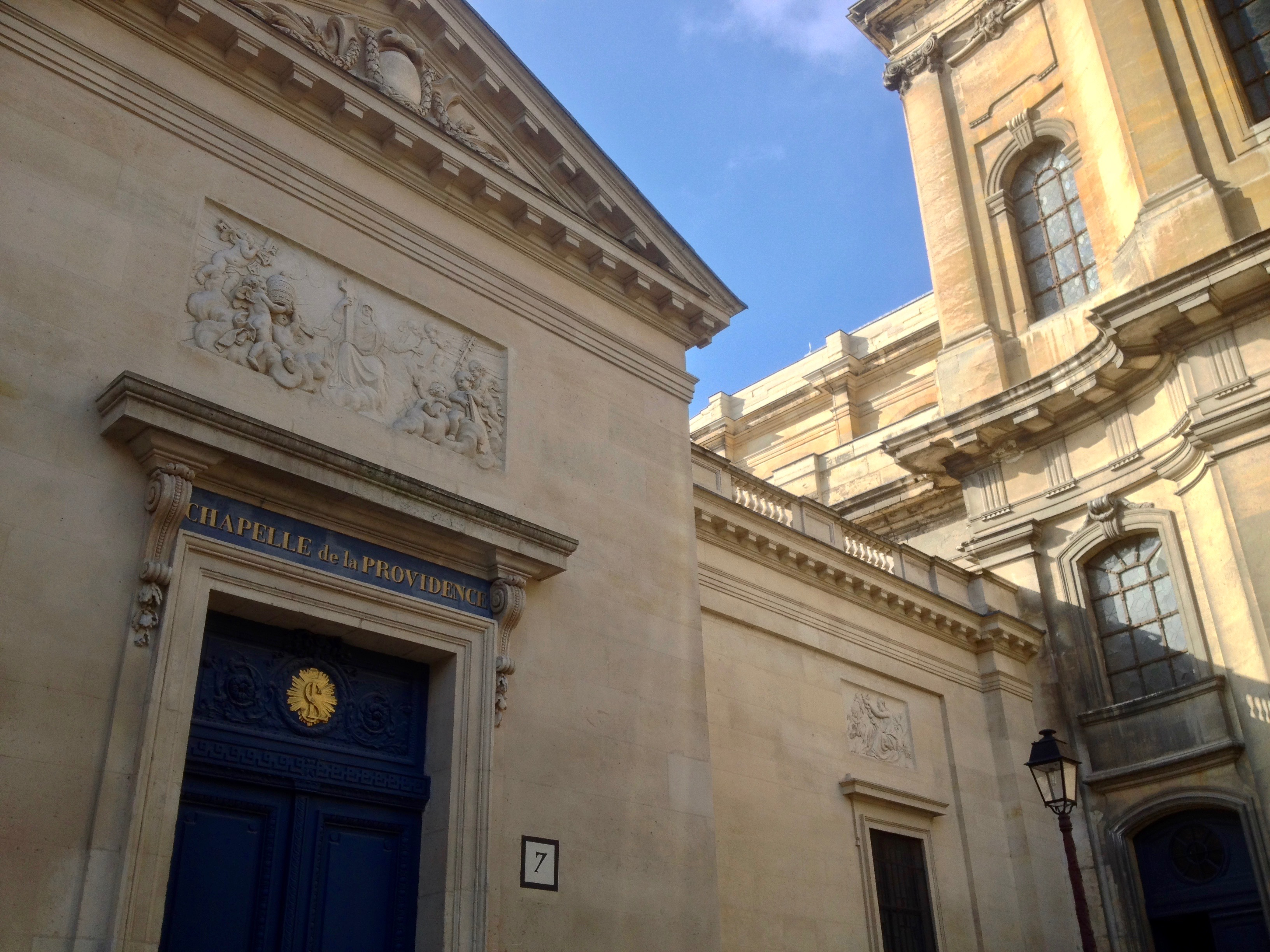
摂理礼拝堂
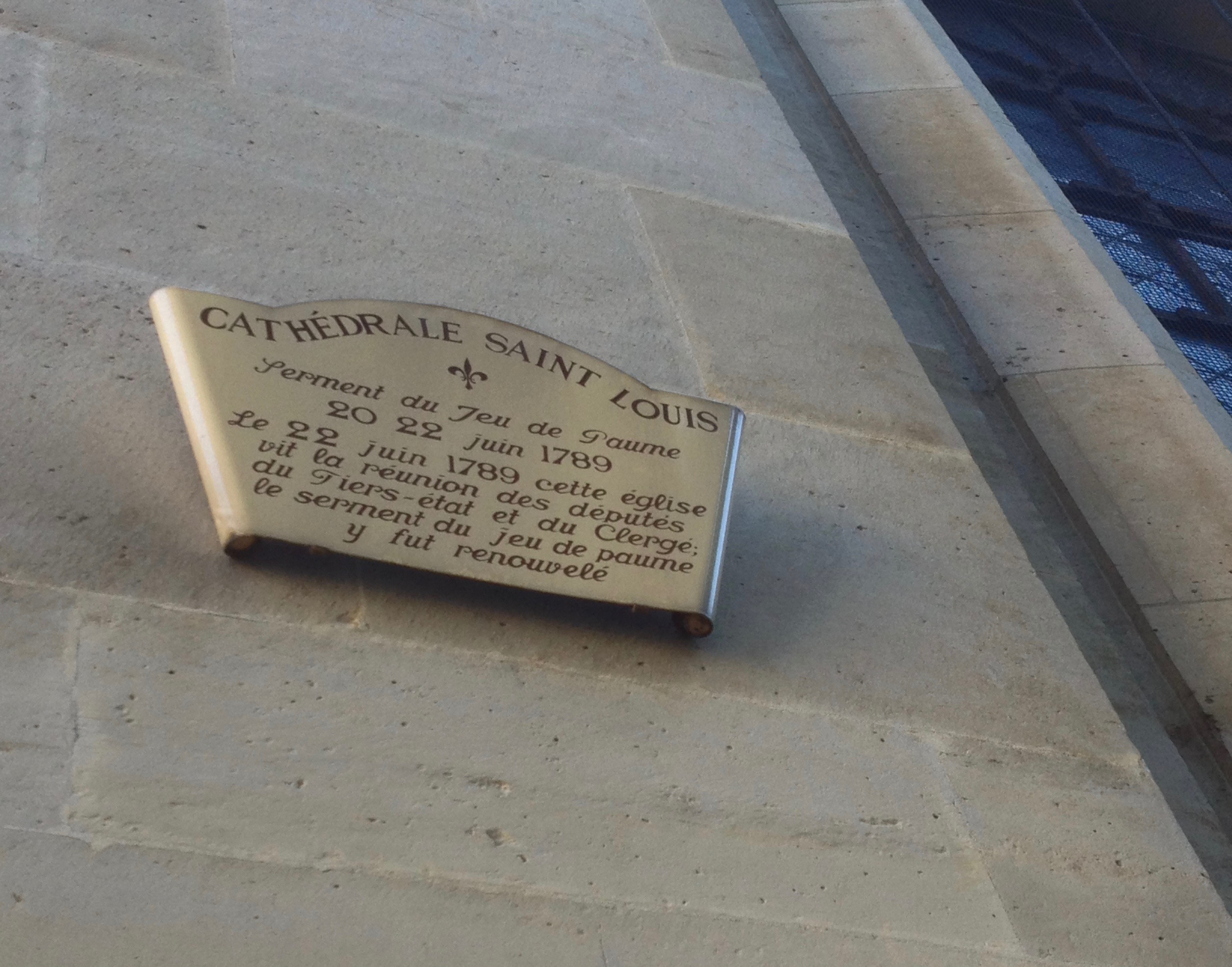
サン・ルイ大聖堂西側の壁にあるプレート。1789年6月22日の、2度目のテニスコートの誓いについての説明。
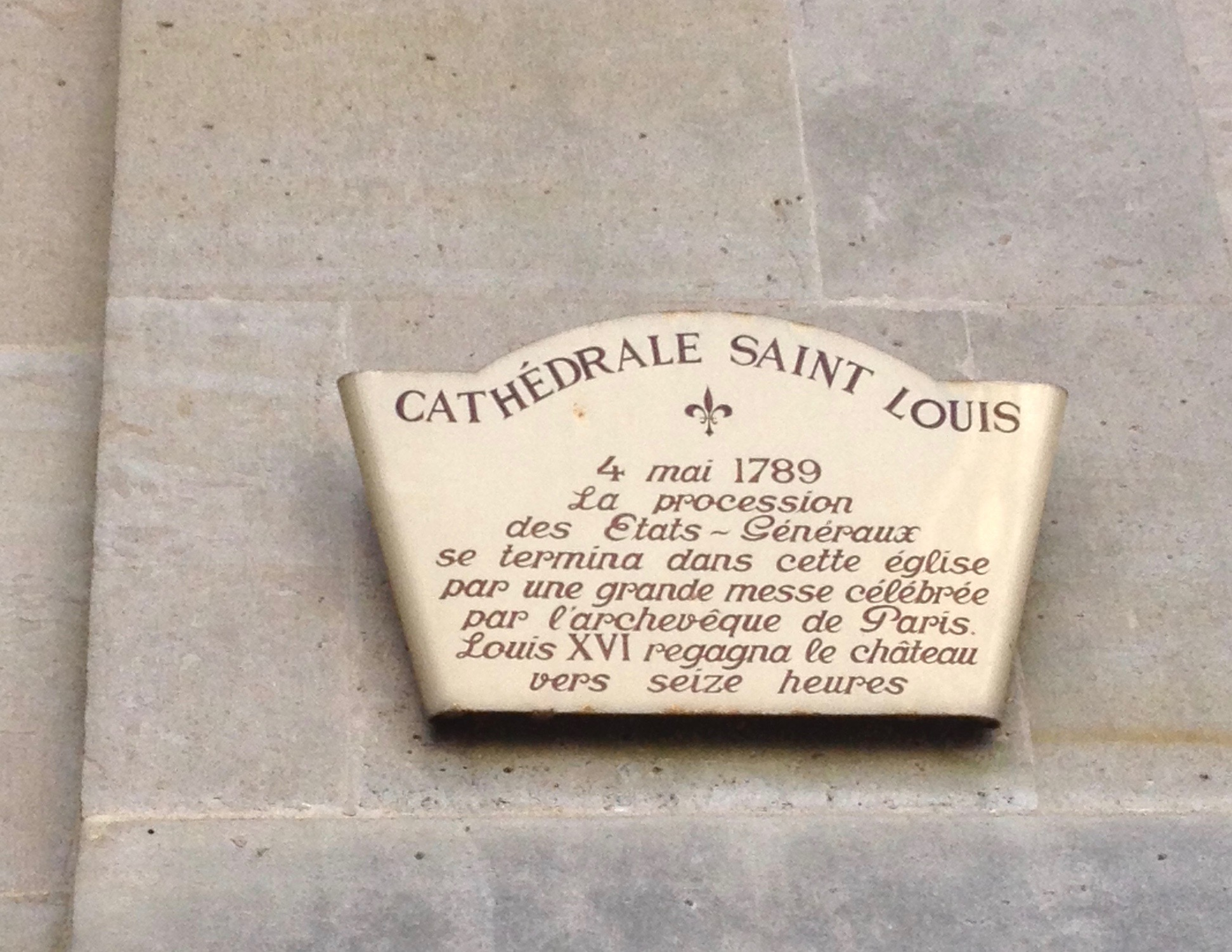
サン・ルイ大聖堂正面にあるプレート。三部会議員の行列が1789年5月4日に到着したことを説明。
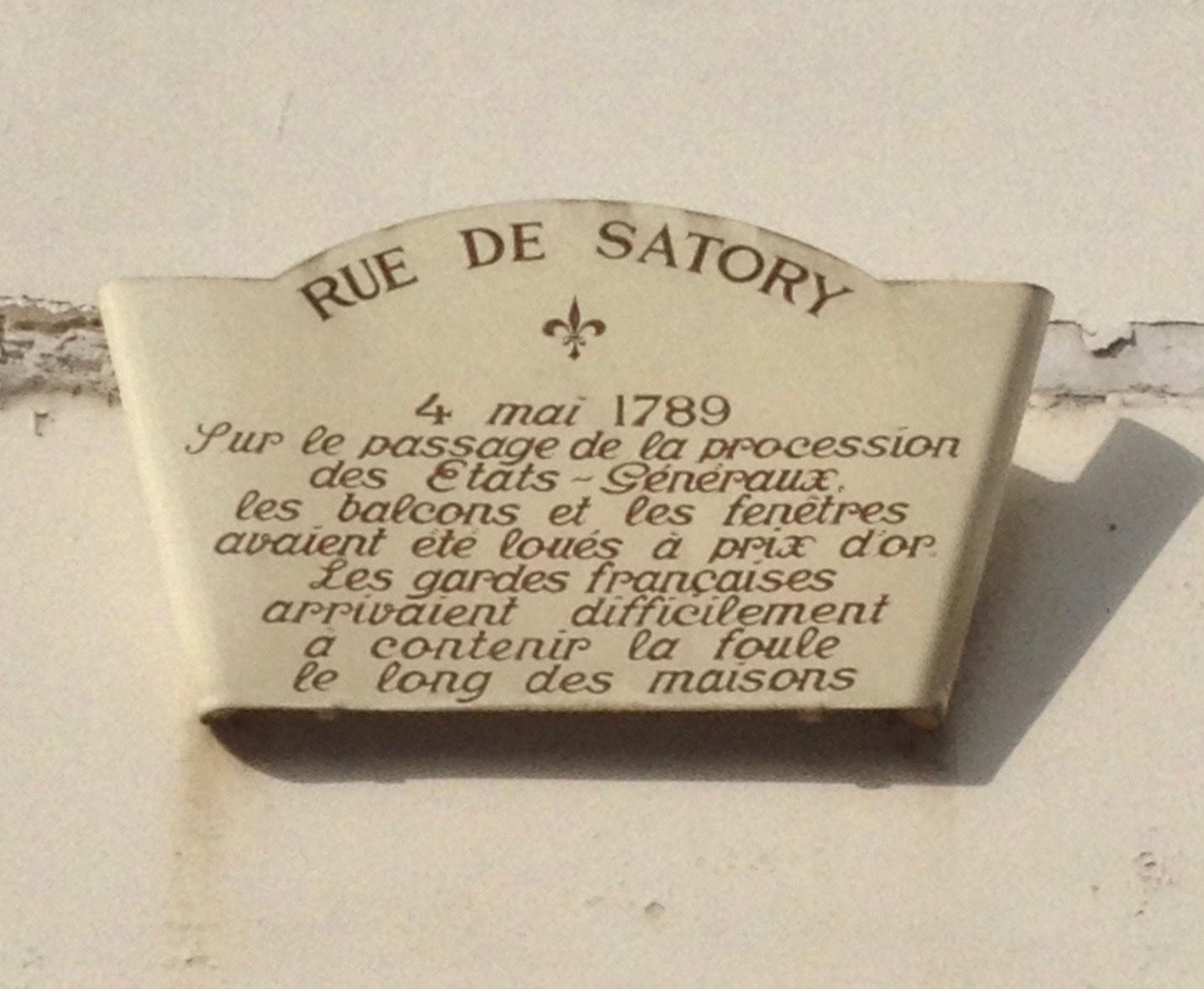
サトリ通りにある説明プレート。三部会議員の行列がサン・ルイ大聖堂に向けて通ったことを説明。

## 建築の特徴
ロベール・ド・コットの設計にて、ルイ15世による先代（聖ルイ）への深い敬意が現れ、かつ既にあったノートルダム教会と対になる、広いファサードを持つ教会が考えられていた。
正面、地階は新古典様式。
柱頭に装飾のないドーリア式、上階に装飾を持つコリント式の、合計16の柱を構え、左右に鐘楼を持つ。中央のペディメントには王家の紋章、その上に王冠、左右に翼のレリーフ。
クワイヤ上部にロココ様式の屋根（高さ65メートル）、後陣奥の円形の聖母礼拝堂もドーム式の屋根を持つ。身廊（全長93メートル、高さ 23メートル）の左右に側廊を持つ伝統的な様式。翼廊は、それぞれの奥に半円形の礼拝堂を持つ。
左（東）側に、増築された摂理礼拝堂が長方形にのびる。18世紀末の新古典様式。サンルイ広場側に向かって入り口があるが、堂内の翼廊脇の礼拝堂からも入ることができる。

## オルガンの由来
オルガンは、建築正面上階の裏側に設置されている。
設置されているバルコニーの枠中央には、SL（サン・ルイ）のイニシャルのレリーフがある。
1759年、ルイ15世から、王のオルガン製造職人であったルイ＝アレクサンドル・クリコに発注され、彼の没後、1761年に、息子のフランソワ＝アンリ・クリコ(fr)により完成。
高さ12.14メートル、幅10.91メートル、幅5メートル。3つの手鍵盤と1つの足鍵盤、大小合わせて3,000以上のパイプを持つ。
1761年の諸聖人の日の前日に聖別。1762年にルイ15世の臨席のもと演奏される。その後、三部会開会宣言のミサ、司教座教会としての司教叙階、教皇ピウス7世の訪問などの歴史的場面にて演奏される。
フランス革命により教会が破壊行為に遭っている時期、国立博物館の音楽と楽器部門のキューレター、ジャン＝ルイ・ベッシュの力で破壊を免れた。
1906年、大聖堂の建築と同時期に、木彫の外装が、固定設置物(immeuble)としてフランスの歴史的モニュメントに指定。
1961年、楽器部分（鍵盤、パイプなど）が、物品(objet)としてフランスの歴史的モニュメントに指定。